# 田村美奈江
田村 美奈江（たむら みなえ、1月31日 - ）は、日本の女性タレント、俳優、声優。
東京都出身。血液型 A型。身長 170cm。体重 55kg。かつてTABプロダクションに所属していた。

## 出演作品

### テレビドラマ
- 3年B組金八先生（1995年10月12日〜1996年3月28日、TBS）※第4シリーズ（1995年 - 1996年）
- 火曜サスペンス劇場　あの人の髪（2001年5月8日、福岡放送）
- 東芝日曜劇場　ガッコの先生（2001年10月7日〜12月16日、TBS）
- 金曜ドラマ (TBS)　愛なんていらねえよ、夏（2002年7月12日〜9月13日、TBS）
- 衝撃ゴウライガン!!（2013年10月4日〜12月27日、テレビ東京）

### 舞台
- コルチャック先生
- 誰かがドアをKnockする（大塚萬劇場）

### CM
テレビ
- ジョンソン・エンド・ジョンソン「ジョンソンエクストラケアローション」（広告代理店、女性店員 役）
- 娯楽施設

### イベント
- 「ゆるゆり♪♪」ライヴイベント2「七森中♪うたがっせん」 - ダンサー
- 「竹本孝之LIVE〜アコーステックギター弾き語り」 - コーラス
- テレビ東京系アニメ「ディーふらぐ!」第1話先行上映イベント - 頒布レイヤー

### モデル
- 首都圏レジャーホテルカタログ2012最新号

### ナレーション
ネット配信
- 「東洋水産・COWCOWのあたりまえ体操で笑顔になろう〜お料理教室篇 Vol.1＆Vol.2」
- 東洋水産PRESENTS「ロバートのみんなを笑顔にしよう!お笑いおもてなしバトル」
- ORBISプレゼンツ「THE　酵素芸人決定バトル」BATTLE1〜3
- モンスターハンター4公式サイト配信「辻本プロデューサーのモンスターハンター4初心者講座」

### テレビアニメ
2012年
- さんかれあ（女性）

### OVA
- さんかれあ（機内アナウンス）

### その他
- 「でいとれ!初心者が株にチャレンジ!」（Ustreamネット配信）※アシスタント